# Jackie Chan
Jackie Chan (Hong Kong, 7. travnja 1954.), hongkonški filmski glumac.

## Djetinjstvo
Jackie Chan rođen je 1954. godine u Hong Kongu kao Chan Kong-sang i kad mu je bilo samo šest godina roditelji su ga upisali u školu Beijing Opera. Chanov otac bio je kuhar, a majka spremačica u američkom veleposlanstvu u Canberri (Australija). S obzirom na to da mali Chan, zbog prirode posla, nije mogao biti s roditeljima u Canberri oronuli internat u turističkom pojasu Tsimshatsuija bio mu je jedini dom punih deset godina. Tu je naučio osnove: prevrtanje, padanje, akrobatsko borenje. Prisjećajući se toga razdoblja Chen će jednom reći: "Učili smo sve i svašta ali je treniranje često bilo vrlo naporno, ponekad je trajalo od pet ujutro pa sve do ponoći." Filmski redatelj koji je došao u školu tražiti dječjeg glumca spasio je Jackija daljnje torture. Tada osmogodišnjak, odmah je prihvatio glumački život jer mu je to omogućavalo dulje spavanje. Njegov učitelj ohrabrivao ga je da se posveti karijeri i zato nikada nije stekao formalnu naobrazbu.

## Filmski počeci
Rad na filmu Chanu se svidio i još kao mladić poželio je biti kaskader. Umjesto toga postao je najpoznatija zvijezda filmova s tematikom borilačkih vještina nakon Bruce Leeja. Lo Wei, čovjek koji je stvorio i pretvorio u zvijezdu Brucea Leeja, najzaslužniji je i za meteorski brz uspjeh Jackija Chana. Godine 1973. završen je "Fist of Fury" (Zmajeva šaka), drugi i nažalost posljednji film koji je Wei snimio s Leejem, u čijem zadnjem kadru - simbolično - glavni junak gine. Tri godine kasnije, Wei potpisuje ekskluzivni ugovor s Jackijem Chanom i preko noći promovira ga u zvijezdu broj jedan vlastite tvrtke Lo Wei Motion Picture Company. Prvi film koji je Jackie Chan napravio za Weia bio je upravo "New Fist of Fury". S vremenom Jackie Chan je postao čovjek koji je preživio nebrojene ogrebotine i modrice, nekoliko potresa mozga i hrpu prijeloma (prema Chanovoj vlastitoj evidenciji: jednom lubanje, tri puta nosa, obje vilice, vrata, ključne kosti, rebara, oba lakta, nekoliko puta šake, kuka, oba koljena, cjevanice, gležnja i nožnih prstiju, a u sebi još uvijek brižno čuva puno stakla i još koječega drugoga dobivenog 'na dar' nakon raznih eksplozija).
U nekoliko navrata skoro je poginuo. Ništa čudno jer u svojim filmovima Jackie je hodao po užarenom ugljenu, jeo ljute chilli paprike i pio industrijski alkohol. Kao oružje koristio je bicikle, rikše, stolice, tanjure, lepeze i gotovo sve što mu se našlo pri ruci. Negativci su ga bacali u bunar, palili, stavljali tone TNT-a na njega, davili ga pod vodom, pekli ga, pa čak i objesili golog na gradski trg. I dok su u drugim filmovima glavni junaci visili na stijeni, Jackie je s nje padao. A ono što ga je najvjerojatnije učinilo bliskom običnim ljudima jest činjenica da Jackie ne dijeli uvijek samo batine drugima, već ih zna i primiti, a tu i tamo može se dogoditi i da zbriše s poprišta sukoba. U filmovima u kojima glumi sve radi sam, bez obzira na moguću opasnost. Pomalo se rugajući, kaže kako je u usporedbi s
Arnoldom Schwarzeneggerom ili Sylvesterom Stalloneom, koji koriste kaskadere jer ne mogu izvesti niti iole tjelesno zahtjevniju scenu, on pravi 'opasni momak'. Za uspješno izvršenje svih izazova mora se biti u izvrsnoj formi, ali unatoč tome Chan ne drži nikakvu dijetu i jede sve, dnevno vježba tri sata i trči po osam kilometara. No, najvažnije su vježbe s laganim utezima, kako bi tijelo bilo što pokretnije ali ne i pretjerano nabildano.

## Kaskaderstvo
Chan ima i svoj kaskaderski tim koji broji šesnaest ljudi. S njima je uspostavio obiteljski odnos. On se brine za njih i plaća im osiguranje, jer su svi, što nimalo ne čudi, na 'crnoj listi' osiguravajućih društava. U slučaju ozbiljnije povrede, Chan se obvezao brinuti za njih do kraja života. Međutim, u slučaju nastupa u tuđem filmu, gube sve privilegije. Da bi se uopće moglo postati članom te grupe, prvih godinu-dvije samo se gleda i pomaže jer, po Jackieu, i promatranje predstavlja izvrsno iskustvo. Nakon toga, malo po malo novaci počinju ulaziti u pravi posao, sve do trenutka dok ne postanu prvorazredni kaskaderi. I tako deset-petnaest godina, nakon čega dobivaju status Chanovih koordinatora za borilačke vještine. Ti ljudi rade sve što im Jackie naloži, ali i on daje više nego dobar primjer izvodeći i najopasnije poduhvate sam. Jackiea Chana je RoadShow Magazine devet puta proglasio najboljim stranim glumcem godine, a 6. rujna 1986. godine slavljen je u San Franciscu Dan Jackija Chana. Britanska vlada Chana je proglasila članom Most Excellent Order of the British Emprise, od Francuske kinoteke dobio je Des insignes de Chevalier des Arts et des Lettres, a 1995. godine MTV mu je uručio nagradu za životno djelo. Svemu tome treba pridodati i hrpu nagrada kao najboljem glumcu ili istaknutoj osobi koje je dobivao po Aziji. Chan je uz sve to i predsjednik Udruženja redatelja Hong Konga, Filmskog udruženja Hong Konga, počasni predsjednik Udruženja filmskih radnika, potpredsjednik Udruženja izvođača Hong Konga i član Izvršnog odbora Udruženja kaskadera Hong Konga.

## Privatni život
Chan čuva svoju privatnost, odbija svaki razgovor o toj temi. Ne želi ništa reći o nikad ozakonjenom braku s tajvanskom glumicom Ling Fung-Chiao, o vezama s drugim ženskim zvijezdama, pa čak ni o broju svoje djece. Kako bi svoj stav objasnio, navodi primjer dvaju obožavateljica koje su izvršile samoubojstvo (bacanjem pod vlak i ispijanjem otrova) kada je svojedobno priznao da izlazi s jednom ženom. Saznavši za tragediju, odlučio je će svoje obožavateljice ubuduće činiti sretnima u vlastitom neznanju. Tako čak i u filmovima nema ljubavnih scena, a ako na kraju i osvoji djevojku, nitko nije potpuno siguran što će se dalje zbivati. Uspjeh je Chana, naravno, učinio bogatim čovjekom. Ali, zahvaljujući sponzorima, ne mora ništa kupovati, od onoga što oblači do toga što jede. Stoga, ne zaboravljajući svoju prošlost, velik dio novca daje u dobrotvorne svrhe, putem zaklada koje je osnovao u Hong Kongu i Japanu za pomaganje školovanja siromašne djece. U svim svojim filmovima za azijsko tržište Jackie Chan redovito i pjeva, a također objavljuje i samostalne albume.

## Diskografija
U Hong Kongu i diljem Azije Jackie Chan je vrlo popularan i uspješan pjevač. Glazbom se profesionalno počeo baviti 1980. godine. Pjeva na raznim jezicima i često čini glazbu za svoje filmove (FM).

### Albumi
- Love Me, (1984.)
- Thank You, (1984.)
- A Boy's Life, (1985.)
- Shangrila, (1986.)
- Jackie Chan Sing Lung, (1986.)
- No Problem, (1987.)
- Jackie Chan, (1988.)
- First Time, (1992.)
- Dragon's Heart, (1996.)
- With All One's Heart, (2002.)

### Kompilacije albuma
- The Best of Jackie Chan, (1988.)
- Hong Kong, My Love, (1988.)
- See You Again, (1989.)
- Jackie, (1989.)
- Giant Feelings, (1990.)
- Best of Movie Themes, (1995.)
- The Best of Jackie Chan, (1999.)
- Asian Pop Gold, (2000.)
- Jackie Chan Greatest Hits, (2005.)

### Službene pjesme za filmove
- Police Story 3, (1992.)
- Drunken Master 2, (1994.)
- Thunderbolt, (1995.)
- Mr. Nice Guy, (1997.)
- Mulan, (1998.)
- Rush Hour, (1998.)
- Who Am I?, (1998.)
- Gorgeous, (1999.)
- The Accidental Spy, (2001.)
- The Myth, (2005.)
- Rob - B - Hood, (2006.)

## Filmografija
- Policijska priča (2013.)
- Kineski horoskop (2013.)
- Shaolin (2011.)
- Kung Fu Panda 2 (2011.)
- The Karate Kid (2010.)
- The Spy Next Door (2010.)
- Little Big Solider (2010.)
- Shinjuku Incident (2009.)
- Zabranjeno kraljevstvo (2008.)
- Kung Fu Panda (2008.)
- Gas do daske 3 (2007.)
- Project BB (2006.)
- The Myth (2005.)
- New Police Story (2004.)
- The Twins Effect 2 (2004.)
- Put oko svijeta za 80 dana (2004.)
- Medaljon (2003.)
- The Twins Effect (2003.)
- Šangajski vitezovi (2003.)
- Smoking (2002.)
- Gas do daske 2 (2001.)
- Slučajni špijun (The Accidental Spy) (2001.)
- Šangajsko podne (2000.)
- Kralj komedije (The King of Comedy) (1999.)
- Gorgeous (1999.)
- Tko sam ja (1999.)
- Gas do daske (1998.)
- Mr. Nice Guy (1998.)
- Policijska priča 4-Prvi napad (Police Story 4: First Strike) (1996.)
- True Masters: Black Dragon's) (1996.)
- Kao grom iz vedra neba (1995.) (a.k.a Dead Heat)
- Gužva u Bronxu (Rumble in the Bronx) (1994.)
- Drunken Master II (1994.) (a.k.a The Legend of Drunken Master, 2000.)
- Once a Cop (1993.), a.k.a Police Story V
- Crime Story (1993.), a.k.aPolice Story IV and The New Police Story
- City Hunter (1993.)
- Policijska priča 3 (Police Story 3) (1992.) a.k.a Super Cop
- Dijete iz Tibeta (A Kid from Tibet) (1991.)
- Otok vatre (Island of Fire) (1991.) (a.k.a The Burning Island)
- Twin Dragons (1991.) (a.k.a Brother vs. Brother and When Dragons Collide)
- Božji oklop 2-Operacija kondor (Armour of God II: Operation Condor) (1990.)
- Miracles (1989.) (a.k.a The Canton Godfather' and 'Black Dragon')
- Policijska priča 2 (Police Story 2) (1988.)
- 3 brata i jedna sestra (3 Brothers and one sister)(1988.)
- Jackie Chan's Project A2 (1987.), a.k.a Project B
- Zmajevi zauvijek (Dragons Forever) (1987.)
- Prljavi dječaci (Dirty Boys) (1986.) (a.k.a Naughty Boys)
- Božji oklop (Armour of God) (1986.)
- Policijska priča (Police Story) (1985.)
- Zmajevo srce (Heart of Dragon) (1985.)
- Ninja i lopov (Ninja and the Thief) (1985.) (a.k.a Ninja Thunderbolt)
- Zaštitnik (The Protector) (1985.)
- My Lucky Stars 2: Twinkle, Twinkle Lucky Stars (1985.)
- My Lucky Stars (1985.)
- Wheels on Meals (1984.)
- Dragon Attack (1984.)
- Pom Pom (1984.) (a.k.a Motorcycle Cop 2)
- Two in a Black Belt (1984.)
- Cannonball Run II (1983.)
- The Fearless Hyena Part II (1983.)
- Winners and Sinners (1983.) (a.k.a Five Lucky Stars)
- Project A (1983.)
- Dragon Lord (1982.)
- Black Magic Wars (1982.)
- Fantasy Mission Force (1982.)
- The Cannonball Run (1981.)
- The Big Brawl (1980.)
- The Young Master (1980.)
- Zmajeva pesnica (Dragon Fist) (1979.)
- Fearless Hyena (1979.)
- Snake & Crane Arts of Shaolin (1978.)
- Zmija u orlovoj sjeni (Snake in the Eagle's Shadow) (1978.)
- Spiritual Kung-Fu (1978.) (a.k.a Karate Ghostbuster)
- Drunken Master (1978.)
- Magnificent Bodyguards (1978.)
- Half a Loaf of Kung Fu (1978.)
- The 36 Crazy Fists (1977.)
- To Kill with Intrigue (1977.)
- The Killer Meteors (1976.)
- Shaolin Wooden Men (1976.)
- Countdown in Kung Fu (1976.)
- New Fist of Fury / Fist of Fury 2 (1976.)
- Mr. Boo 2 : The Private Eyes (1976.)
- All in the Family (1975.)
- No End of Surprises (1975.)
- Fists of the Double K (1974.)
- The Golden Lotus (1974.)
- Police Woman (1974.)
- Supermen Against the Orient (1974.)
- Facets of Love (1973.)
- Eagle Shadow Fist (1973.)
- Enter the Dragon (uncredited, 1973.)
- Attack of the Kung Fu Girls (1973.)
- Lady Kung Fu (1972.)
- Bruce Lee and I (1972.)
- Fist of Fury (1972.)
- Little Tiger of Canton (1971.)
- Come Drink with Me (1966.)
- The Story of Qin Xianglian (1964.)
- Big and Little Wong Tin Bar (1962.)

## Vanjske poveznice
moljac.hr :: Jackie Chan, uz dozvolu autora teksta
- Jackiechan.com -Službena stranica
- Kutak za djecu Jackieja Chana
- Podrobna biografija o životu i radu
- Jackie Chan na Rotten Tomatoes  Arhivirana inačica izvorne stranice od 7. kolovoza 2007. (Wayback Machine)
- Jackie Chan u internetskoj bazi filmova IMDb-u (engl.)
- Dobrotvorni rad Jackieja Chana
- Više pojedinosti glazbenoj karijeri Jackieja Chana  Arhivirana inačica izvorne stranice od 10. travnja 2010. (Wayback Machine)